# Banstraat

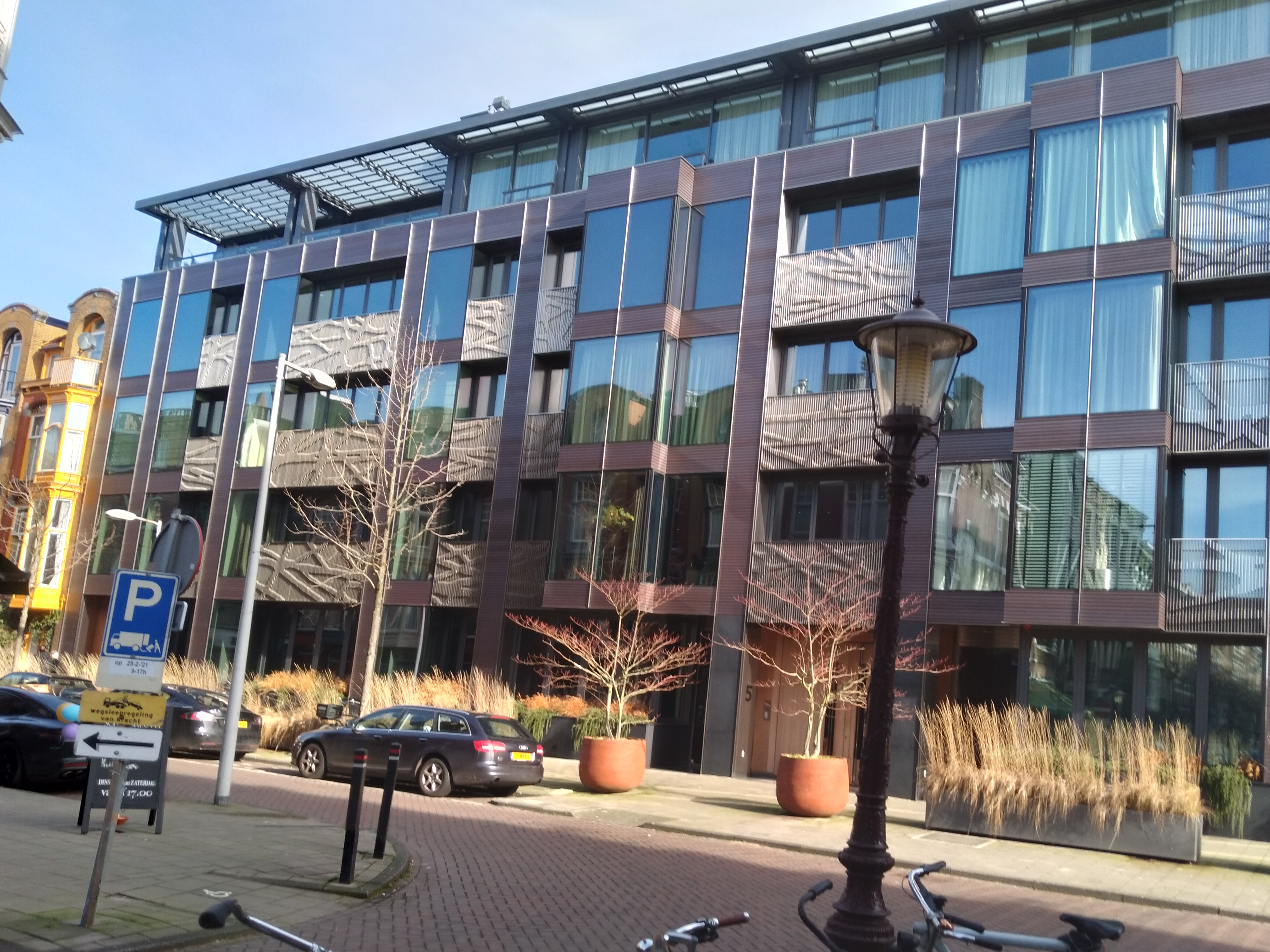
Banstraat 5-9, Amsterdam (februari 2021)

De Banstraat is een straat in Amsterdam-Zuid.

## Ligging en geschiedenis
De straat begint aan de Van Breestraat en vindt haar eind aan de Reijnier Vinkeleskade. De straat ligt in de Cornelis Schuytbuurt van het Museumkwartier. De straat werd benoemd op 1 juni 1898, een vernoeming naar componist en priester Joan Albert Ban. Meerdere straten in de buurt zijn vernoemd naar componisten. Zo kruist de Banstraat de Johannes Verhulststraat (Johannes Verhulst), Valeriusstraat (Adriaen Valerius) en Hacquartstraat (Carel Hacquart). Andere straten zijn vernoemd naar kunstschilders, zo is de belangrijkste verkeersroute in de wijk vernoemd naar Gerard de Lairesse (De Lairessestraat).
De straat werd keer op keer geherdefinieerd vanwege uitbreidingen van de stad (1915, 1917 en 1922). Die stadsuitbreidingen zijn terug te vinden in de architectuur, variërend van architectuur van eind 19e eeuw tot Amsterdamse School.
De straat werd  in enerzijds een 19e-eeuws stratenplan (noord van De Lairessestraat) en anderzijds de overgang naar Plan Zuid van Hendrik Petrus Berlage (zuid van De Lairessestraat), dat officieel pas begint bij het Noorder Amstelkanaal.

## Gebouwen
De straat werd vanuit het noorden volgebouwd. De oneven huisnummers lopen op van 1 tot en met 61, de even huisnummers van 2 tot 62. Alhoewel er nog volop originele bebouwing te vinden is, is een deel daarvan gesloopt en vervangen door nieuwbouw. Er staan monumentale gebouwen in de straat, maar geen van de gebouwen is rijks- of gemeentelijk monument. Het werk van Rutgers en Slothouwer (zie onder) benadert die status het meest; het is ingedeeld in orde 2 (bijna monument). De scheiding in bouwstijlen is ook terug te vinden in de aanwijzing van het gebied van Rijksbeschermd gezicht Amsterdam-Zuid, slechts wat uitgevoerd is in de Amsterdamse Schoolstijl valt onder het beschermd stadsgezicht. 

### Banstraat 1-3 en 2-14
Leendert van der Tas, volgens zijn bedrijfsstempel architect en makelaar, heeft hier rond 1903 een aantal (heren-)huizen gebouwd. Hij was van de “oude school” en ontwierp binnen de stijl aangeduid als Traditioneel bouwen, maar paste daarbij soms ornamentiek toe. Zijn huizen zijn hier te vinden op de huisnummers 1 en 3 met daartegenover de huizen 4 tot en met 12. De huizen vielen in eerste instantie op door de erkers, die ver naar voren geplaatst zijn; de golvende ornamentiek van het houtwerk als ook de smalte van bouwen (slechts twee raamgangen). Door latere verbouwingen en renovatie is de eenheid verloren gegaan. Ook nummer 14 is ontworpen door Van der Tas, dat hoekhuis is minder geornamenteerd, maar bevat een groot tegeltableau met Valerius.

### Banstraat 5-9
Een van de gebouwen die al verdwenen zijn, is een internaat uit 1904 dat gebouwd werd op het achterterrein van de Obrechtkerk (Kerk van Onze-Lieve-Vrouw van de allerheiligst Rozenkrans). Het internaat bood onderdak aan lager onderwijs voor de 4e en 5e klasse (jongens en meisjes) maar bijzonder was dat het ook onderdak bood aan meisjesonderwijs voor meisjes uit de provincie. Zij konden de hele week op school zitten, maar toch de zondag met hun familie doorbrengen. De school werd in voorjaar 1905 geopend. De school was broodnodig want er kwamen grote gezinnen in het Museumkwartier. De school hield het tot de jaren zestig vol, maar werd in 1967/1968 gesloopt. Op de plek werd een speelplaats aangelegd door de Dienst der Publieke Werken. Vanaf circa 1976 werd gebouwd aan een modern kantoorgebouw, dat (deels) in gebruik werd genomen door de Sociale Dienst. Deze vertrok rond 1994 en er werd gezocht naar een herbestemming. Onder leiding van architectenbureau MVSA werd het gebouw in de periode 2012-2015 omgebouwd tot appartementencomplex. Daarbij werd vooral gekeken of het uitwendige zodanig aangepast kon worden zodat het beter in de omgeving met de originele bebouwing paste. Het kreeg daarbij een natuurstenen plint, de erkers werden opnieuw gemodelleerd, balustraden kregen moderne ornamentiek, gelijkend op Franse balkons. De meeste bewoners kijken de Valeriusstraat in.

### Banstraat 23-27
Banstraat 23-27 werd rond 1917 gebouwd als particuliere garage, paardenstalling en woningen dienstpersoneel van de bewoner van de De Lairessetraat 51, waar ze bouwkundig dwars op staan. Met de overgang naar gemotoriseerd vervoer werden de paardenstallen overbodig en kwam in de loop der jaren de Bangarage tot ontwikkeling. Vanaf circa 2010 brandde een discussie los over de vraag of het complex  van voldoende waarde was het te behouden als gemeentelijk monument.Buurtbewoners en deelraad procedeerden tot aan de Hoge Raad of de serie gebouwen bewaard moesten worden. De Hoge Raad besloot op 28 augustus 2013 dat dat niet het geval was en dat het complex gesloopt mocht worden. In 2015/2016 verrees een creatie van Dam & Partners (Cees Dam, Johan Boogerd, Maurice van den Berg waarin vijf etages onder een golvend dak een complex van zes woningen met parkeergarage herbergen. Dit gedeelte valt net niet onder het rijksbeschermd gezicht; de grens loopt voor de deuren van dit complex.

### Banstraat 29
Ook op huisnummer 29 stond een schoolgebouw sinds circa 1932 in gebruik bij de Hildebrandschool (Voorbereidend en Gewoon Lager Onderwijs). Dit gebouw werd rond 1965 afgebroken om plaats te maken voor een school ontworpen door Ben Ingwersen al dan niet samen met Commer de Geus. Het heeft de voor die architecten kenmerkende raampartijen geïnspireerd op Le Corbusier; de frames om het glas zijn zonwerend (brise-soleil). Het gebouw kent vier bouwlagen waarvan de bovenste teruggetrokken is. In 2004 vertrok de Hildebrandschool en werd opgevolgd door een afdeling van het ROC Amsterdam. Uitwendig is een mozaïek geplaatst.

### Banstraat hogere nummers
Ten zuiden van de school (en er ook tegenover) werd gebouwd in de stijl van de Amsterdamse School. Er is werk te vinden van D.F. Slothouwer (31-33), Gerrit Jan Rutgers (34-42 en 46-50) en Arend Jan Westerman (52-60). Opvallend is nog een frontgebouw van E. Handl (43-53).

## Kunst
Kunst in de openbare ruimte is er nauwelijks te vinden. De meeste uitingen van kunst is onopvallend geplaatst. Aan te stippen zijn tegeltableaus in art nouveaustijl in de portieken van 13 en 15, alsmede de pui van gebouw 22 eveneens in art nouveaustijl. 

### Tegeltableaus
Het hoekgebouw Johannes Verhulststraat 65-71 en Banstraat 26 van architect H. Th. Staring heeft talrijke tegeltableaus met natuurtaferelen (landschap en vogels); bijzonder op nummer 26 en 67 zijn twee tegeltableaus van hetzelfde kasteel, maar dan gezien volgens de hoekindeling ter plaatse (26 heeft vooraanzicht, 67 zijaanzicht). De tableaus zijn afkomstig van de Tegelfabriek ‘Holland’.

### Valerius
Op het hoekgebouw Banstraat 14-Valeriusstraat  van Van der Tas is een etagehoog tableau te vinden met een afbeelding van Valerius. Het is enigszins aangetast; het geel laat langzaam los.

### Mozaïek
Op nummer 29 is een groot mozaïek van natuur- en baksteen uit circa 1967 geplaatst van Harry op de Laak. Volgens kunsthistoricus Yteke Spoelstra die voor de gemeente Amsterdam onderzoek deed naar wandkunst in Amsterdam is het een (nog bijna gaaf) werk uit het topsegment; Op de Laak werkte vaker samen met De Geus en Ingwersen, zoals bij zijn Schepping. Op het mozaïek in de Banstraat lijken spelende kinderen afgebeeld te zijn (Haasje over).  Eigenaardig is dat het tableau voor het oog onderbroken wordt door pilaren die de overstek dragen.

### Banplein
Het minst opvallend is een kunstwerk uit 1999 van Barten van Elden. De Banstraat kent een plantsoen onder de officieuze benaming Banplein. Bewoners rondom dat plantsoen klaagden over overlast door hondenuitwerpselen; onder invloed van Van Elden werd het plantsoentje omringd door een balustrade van smeedijzeren staanders met buizen; het geheel lijkt daarbij op een notenbalk (maar dan met vier strepen, daar waar een notenbalk er vijf heeft. Van Elden ontwierp ook zitbankjes rondom een plataan. Ze zijn uitgevoerd met mechanisch beweegbare rugleuningen; zij kunnen in twee standen gezet worden, al naargelang de bezoeker richting plantsoen wil kijken of naar de plataan.

## Afbeeldingen

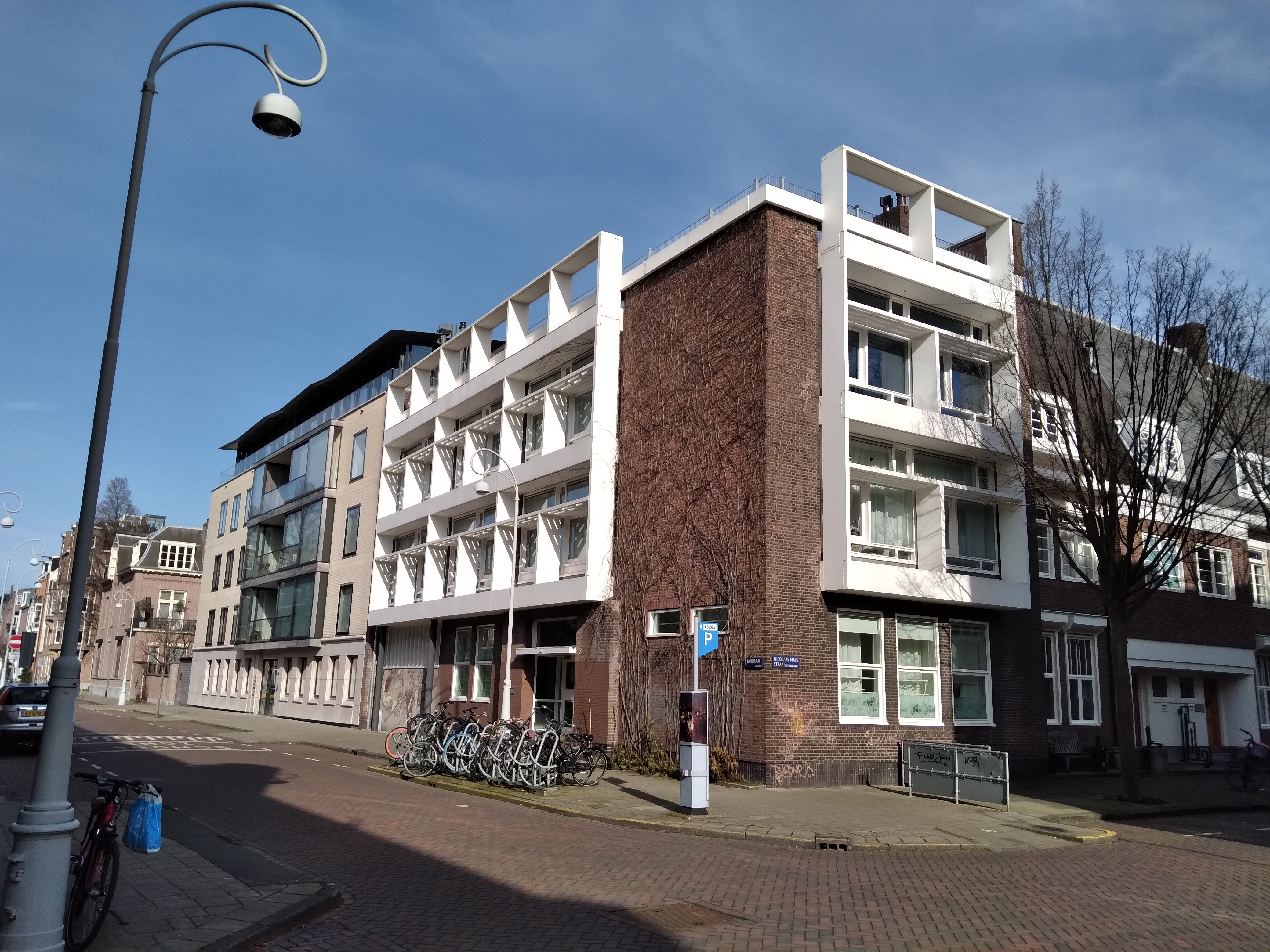
Links werk van Cees van Dam, rechts van Ben Ingewersen, Banstraat 23-29 (februari 2021)
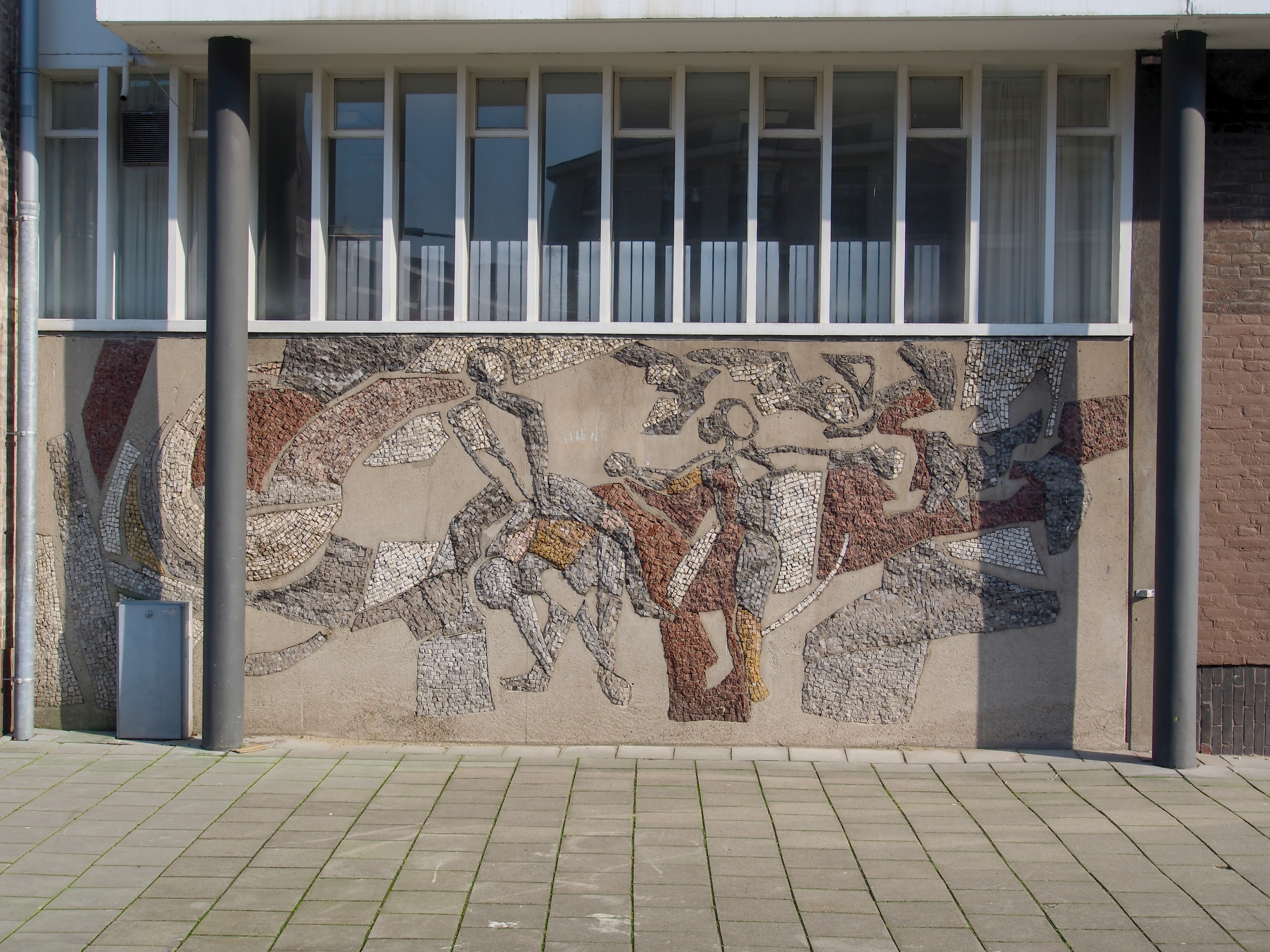
Mozaiek (februari 2018)
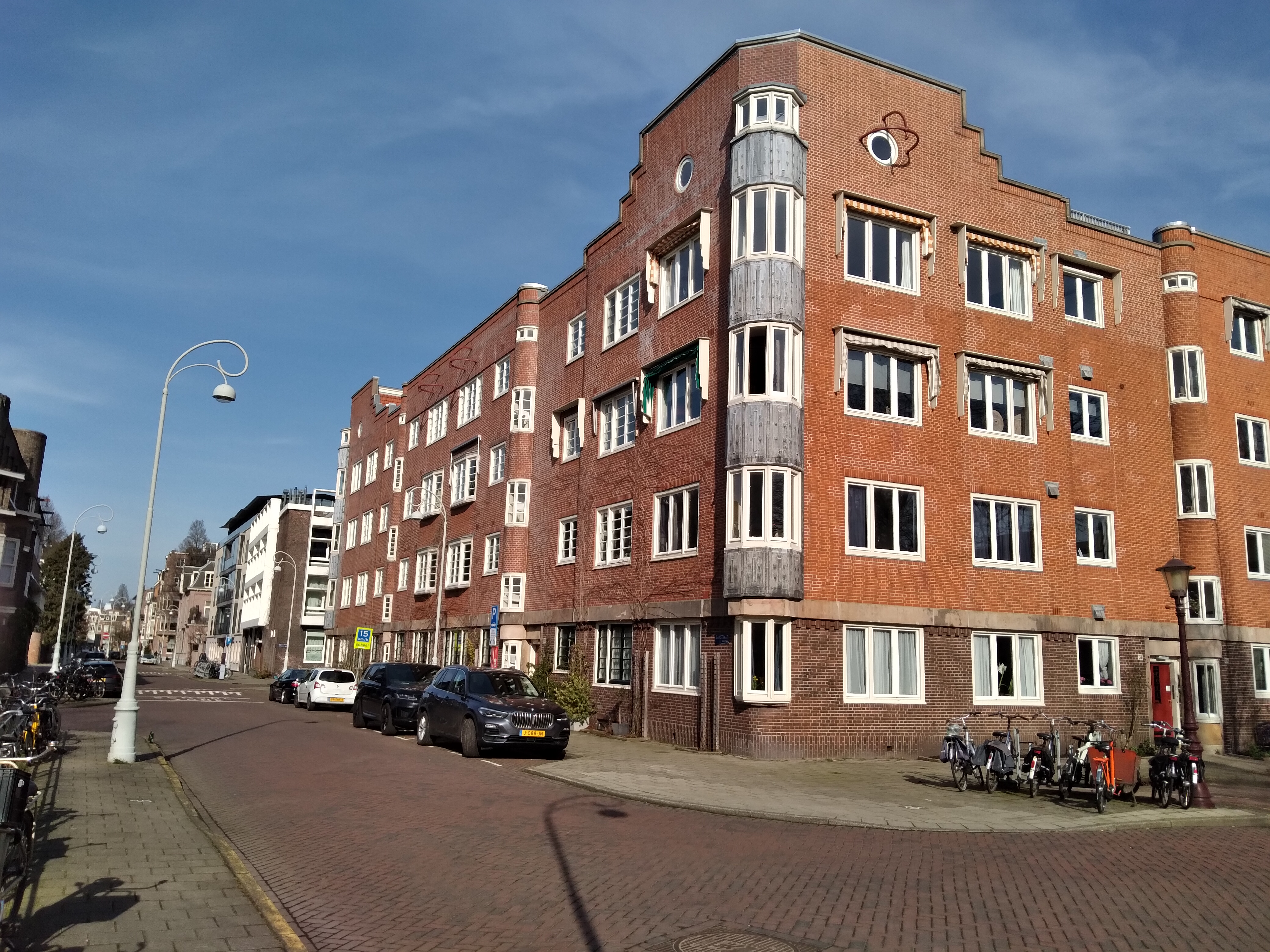
Amsterdamse School op huisnummer 31-33 (februari 2021)
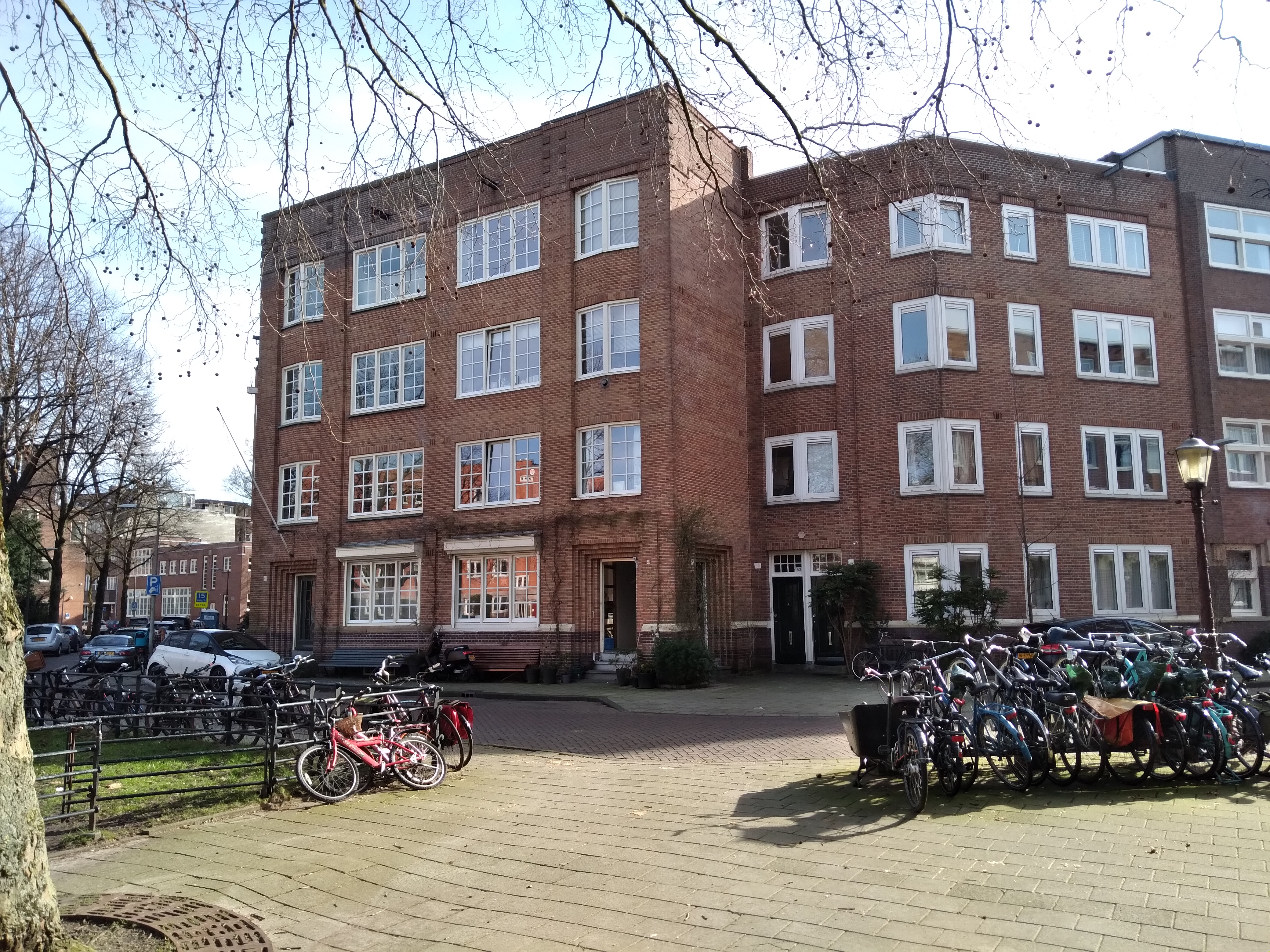
Kopgebouw 45-53 (februari 2021)
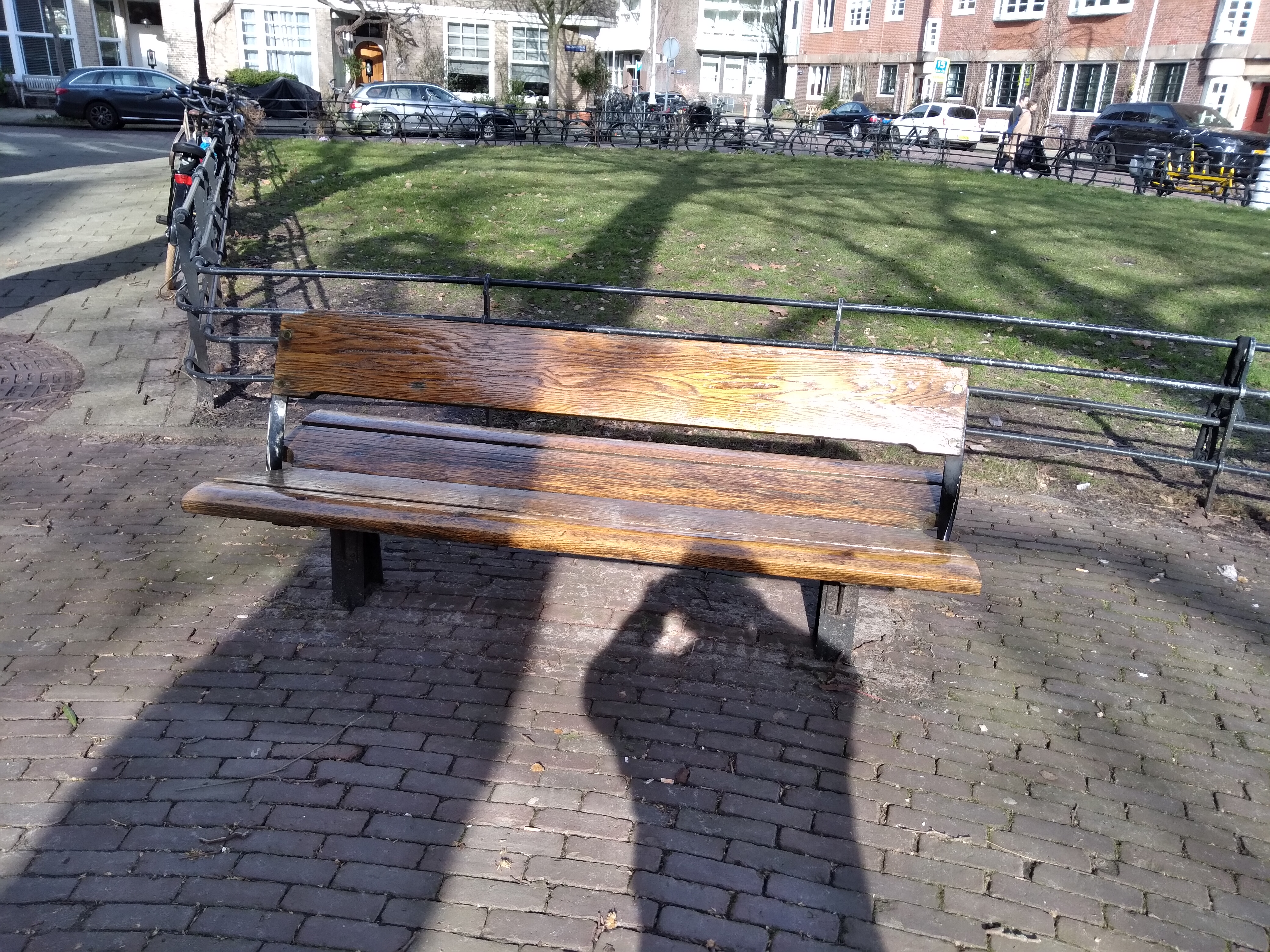
Bank en hekwerk Banplein (februari 2021)